# Saint-Rémy-Blanzy
Saint-Rémy-Blanzy är en kommun i departementet Aisne i regionen Hauts-de-France i norra Frankrike. Kommunen ligger  i kantonen Oulchy-le-Château som ligger i arrondissementet Soissons. År 2022 hade Saint-Rémy-Blanzy 225 invånare.

## Befolkningsutveckling
Antalet invånare i kommunen Saint-Rémy-Blanzy
Referens: INSEE